# Juan Echanove Labanda
Juan Echanove Labanda (Madrid; 1 d'abril de 1961) és un actor espanyol.

## Biografia
Va estudiar Dret i va ingressar a l'Escola d'Art Dramàtic en Madrid. En 1986 participà en la pel·lícula Tiempo de silencio, on es va donar a conèixer, i arran d'això va obtenir el paper de Cosme a la sèrie Turno de oficio, en la que va aconseguir certa notorietat.
Gràcies a l'èxit li van telefonar per a un important nombre de pel·lícules, entre elles Divinas palabras (1987), per la que va obtenir el Goya al millor actor. A aquest títol seguiren Bajarse al moro, A solas contigo o La noche más larga. A televisió va protagonitzar en 1991 Chicas de hoy en día, amb la qual va aconseguir un Fotogramas de Plata.
Dos anys després, en 1993, va gaudir del seu major èxit professional en encapçalar el repartiment de Madregilda (Francisco Regueiro), on va interpretar a un Francisco Franco acomplexat i feble. Per aquest treball Juan Echanove va guanyar la Conquilla de Plata al millor actor del Festival Internacional de Cinema de Sant Sebastià, el Goya al millor actor, el Premi Sant Jordi de Cinematografia al millor actor així com el Premi Ondas i una candidatura als Fotogramas de Plata que va perdre davant Javier Bardem. La seva intervenció aquest mateix any a Mi hermano del alma (Mariano Barroso) se saldà amb una altra candidatura als Premis Goya.
En aquests dotze mesos es va produir el seu debut professional com a cantant. Al costat de Víctor Manuel, Ana Belén, Pablo Milanés, Miguel Ríos, Manolo Tena, Antonio Flores, Joaquín Sabina i Joan Manuel Serrat va realitzar una gira de concerts que posteriorment es va gravar en un doble CD titulat Mucho más que dos. Echanove hi va cantar Faltando un pedazo i La puerta de Alcalá. L'actor va haver d'intercalar aquests treballs amb la gira teatral de l'obra El cerdo, en la qual porta el pes absolut de la funció.
Dos anys més tard, al costat de José Luis García Sánchez i Juan Luis Galiardo, va iniciar una saga fílmica sobre la Espanya profunda composta pels següents títols: Suspiros de España (1995), Siempre hay una camino a la derecha (1997) i Adiós con el corazón (2000). Entre el rodatge de cada pel·lícula Echanove va participar en films com La flor de mi secreto (Pedro Almodóvar, 1995), Sus ojos se cerraron y el mundo sigue andando (Jaime Chávarri, 1997) o Los años bárbaros (Fernando Colomo, 1998). En la primera d'elles va encarnar a un periodista capaç de reanimar a una escriptora el matrimoni de la qual havia fracassat. En la segona, a un falangista desitjós d'empresonar a uns presos escapolits, interpretats per Ernesto Alterio i Jordi Mollà. En 1997 va néixer el seu fill, Juan.
A partir de 2000 va donar prioritat a la seva trajectòria teatral en obres com El verdugo o El extraño. Per a assegurar-s'hi l'assistència de públic juvenil, l'actor va acceptar incorporar-se al repartiment d' Un paso adelante, on va interpretar a un intransigent professor el germà del qual estava empresonat.
Agustín Díaz Yanes li va cridar per a un petit paper a Sin noticias de Dios.
Per aquestes dates, Juan Echanove va exercir bastant militància política. Al febrer de 2003 va assistir a un acte de protesta contra les accions d'ETA, pocs dies després de ser expulsat del Palau del Congrés al costat de Juan Luis Galiardo, María Barranco, Ana Belén, Pilar Bardem, Jordi Dauder i Amparo Larrañaga, per lluir una samarreta en la qual estava impresa la insígnia "No a la guerra". En aquest mateix any, es va estrenar en teatre El precio, segons l'obra original d'Arthur Miller.
El març de 2004, va celebrar la victòria de José Luis Rodríguez Zapatero ala seu del PSOE a Madrid.
En 2005 va tornar al cinema encadenant el rodatge de pel·lícules molt publicitades com Bienvenido a casa (David Trueba) o Alatriste (Agustín Díaz Yanes), en les quals va coincidir amb intèrprets com Concha Velasco, Carlos Larrañaga, Alejo Sauras, Pilar López de Ayala, Jorge Sanz, Eduardo Noriega, Viggo Mortensen, Ariadna Gil o Unax Ugalde. En la primera d'elles va interpretar a un crític de cinema cec, la xicota del qual va morir en el mateix accident automobilístic en el que va perdre la vista, i la vida del qual ha transcorregut en solitud fins que l'arribada d'un reporter a la seva revista aguditza la seva enveja cap als altres. En la segona va interpretar a Francisco de Quevedo.
A la tardor d'aquest mateix any va interpretar a Miguel Alcántara Barbadillo, germà d'Antonio Alcántara (Imanol Arias) en la sèrie Cuéntame cómo pasó, un home que va emigrar a França, on es va divorciar de la seva dona, i que en tornar a Espanya decideix guanyar-se la vida conduint un taxi i muntant un bar-restaurant.
A més, va intervenir com entrevistat en el documental No es cosa de risa.
En 2017, després de 12 anys, formant part del repartiment fix de la sèrie Cuéntame cómo pasó, abandona la ficció de La 1 de TVE, per decisió de la productora de la ficció.
En aquest mateix any comença a presentar juntament amb Antonio Resines, el programa El tren de la buena vida, a La 1 produït per Ganga Producciones.

## Filmografia parcial
- Te esperaré (Alberto Lecchi, 2017)
- No es cosa de risa (Diego Fortea i Jonathan Belles, 2016).
- Alatriste (Agustín Díaz Yanes, 2006).
- Manolete (2006).
- Bienvenido a casa (David Trueba, 2005)
- Morir en San Hilario (Laura Mañà, 2005).
- Los Reyes Magos - veu - (Antonio Navarro, 2003).
- Sin noticias de Dios (Agustín Díaz Yanes, 2001)
- Adiós con el corazón (José Luis García Sánchez, 2000).
- Los años bárbaros (Fernando Colomo, 1998)
- Los años bárbaros (Fernando Colomo, 1998)
- Sus ojos se cerraron y el mundo sigue andando (Jaime Chávarri, 1998)
- Siempre hay un camino a la derecha (José Luis García Sánchez, 1997).
- Memorias del ángel caído (David Alonso, 1995)
- Suspiros de España (José Luis García Sánchez, 1997).
- La flor de mi secreto (Pedro Almodóvar, 1995)
- Madregilda (Francisco Regueiro, 1993).
- Mi hermano del alma (Manolo Barroso, 1993).
- Historias de la puta mili (Xavier Bárbara), 1993.
- Orquesta Club Virginia (Manuel Iborra, 1992)
- A solas contigo (Eduardo Campoy, 1990).
- Yo soy ésa (Luis Sanz, 1990).
- El vuelo de la paloma (José Luis García Sánchez, 1987)
- Miss Caribe (José Luis García Sánchez, 1989).
- Divinas palabras (José Luis García Sánchez, 1987).
- Bajarse al moro (Fernando Colomo, 1988).
- Adiós pequeña (Imanol Uribe, 1986).
- Tiempo de silencio (Vicente Aranda, 1986).
- La noche más hermosa (Manuel Gutiérrez Aragón, 1986)

## Televisió

### Sèries
- La huella del crimen 1: El caso del cadáver descuartizado (1985), a La 1
- Turno de oficio (1986 - 1987), a La 2
- Vísperas (1987), a La 2
- El mundo de Juan Lobón (1989), a La 1
- La mujer de tu vida (1990), a La 1
- Las chicas de hoy en día (Fernando Colomo, 1991), a La 1
- Hermanos de leche (1994), a Antena 3
- Pepa y Pepe (1995), a La 1
- Famosos y familia (1999), a La 1
- Camino de Santiago (1999), a Antena 3
- Cuéntame cómo pasó (2001; 2005 - 2017), a La 1
- La vida de Rita (2003), a La 1
- Un paso adelante (2004 - 2005), a Antena 3
- UCO (2009), en La 1
- La zona (2017), a Movistar+
- Paquita Salas (2019), en Netflix

### Programes
- Un país para comérselo (2010 - 2012), a La 1
- El tren de la buena vida (2017 - present), a La 1
- Mi madre cocina mejor que la tuya (2018-present), a Telecinco

## Teatre
Com a director
- Visitando al Señor Green (2005)
- Conversaciones con mamá (2013)

Com a actor
- Rojo (2018) de John Logan, direcció de Gerardo Vera
- Sueños (2017)
- Los hermanos Karamázov (2015)
- Conversaciones con mamá (2013)
- Desaparecer (2010).
- Plataforma (2006).
- El precio (2003), d'Arthur Miller.
- Cómo canta una ciudad de noviembre a noviembre (2003).
- El verdugo (2000), basada en la pel·lícula de Luis García Berlanga.
- El cerdo (1993).
- Don Quijote (1992), como Sancho Panza, dirección de Maurizio Scaparro
- El público (1987).
- Electra (1984).
- Cuentos de los bosques de Viena (1984).[7]
- Ivanov (1983)

## Discografia
- Mucho más que dos (1993)

## Premis i candidatures
Festival Internacional de Cinema de Sant Sebastià
| Any  | Categoria                          | Pel·lícula | Resultat  |
| ---- | ---------------------------------- | ---------- | --------- |
| 1993 | Conquilla de Plata al millor actor | Madregilda | Guanyador |

Premios Anuales de la Academia "Goya"
| Any  | Categoria              | Pel·lícula            | Resultat  |
| ---- | ---------------------- | --------------------- | --------- |
| 2006 | Millor actor secundari | Alatriste             | Candidat  |
| 1993 | Millor actor           | Madregilda            | Guanyador |
| 1993 | Millor actor secundari | Mi hermano del alma   | Candidat  |
| 1990 | Millor actor secundari | A solas contigo       | Candidat  |
| 1989 | Millor actor secundari | El vuelo de la paloma | Candidat  |
| 1987 | Millor actor secundari | Divinas palabras      | Guanyador |

Fotogramas de Plata
| Any  | Categoria                     | Pel·lícula/Sèrie/Muntatge                              | Resultat  |
| ---- | ----------------------------- | ------------------------------------------------------ | --------- |
| 2000 | Millor actor de teatre        | El verdugo                                             | Candidat  |
| 1999 | Millor actor de teatre        | Cómo canta una ciudad de noviembre a noviembre         | Guanyador |
| 1994 | Millor actor de televisió     | Hermanos de leche                                      | Candidat  |
| 1993 | Millor actor de cinema        | Madregilda                                             | Candidat  |
| 1993 | Millor intèrpret de teatre    | El cerdo                                               | Guanyador |
| 1991 | Millor actor de televisió     | Las chicas de hoy en día                               | Guanyador |
| 1990 | Millor actor de televisión    | La mujer de tu vida: La mujer infiel                   | Candidat  |
| 1989 | Millor actor de cinema        | Bajarse al moro El vuelo de la paloma Viento de cólera | Candidat  |
| 1987 | Millor intèrpret de televisió | Vísperas                                               | Candidat  |
| 1986 | Millor intèrpret de televisió | Turno de oficio                                        | Guanyador |

Unión de Actores
| Any  | Categoria                                      | Pel·lícula/Sèrie/Muntatge | Resultat  |
| ---- | ---------------------------------------------- | ------------------------- | --------- |
| 2000 | Millor interpretació protagonista de teatre    | El verdugo                | Guanyador |
| 1994 | Millor interpretació protagonista de televisió | Hermanos de leche         | Candidat  |
| 1993 | Millor interpretació protagonista de cinema    | Madregilda                | Candidat  |
| 1991 | Millor interpretació secundària de televisió   | Las chicas de hoy en día  | Guanyador |

Altres
- Premis Ondas
  - Millor actor de cinema (1993)
- Premis Sant Jordi de Cinematografia
  - Millor actor (1994)
- Premis Max de Teatre
  - Millor actor (2000)
- Premis Valle Inclán de Teatre
  - Millor actor per Plataforma (2006)
- Medalla d'Or al Mèrit en les Belles Arts en 2017.[10]